# Liste der Bodendenkmale in Ehra-Lessien
In der Liste der Bodendenkmale in Ehra-Lessien sind alle Bodendenkmale der niedersächsischen Gemeinde Ehra-Lessien aufgelistet. Die Quelle ist der Denkmalatlas Niedersachsen. Der Stand der Liste ist der 15. August 2024.

## Tabellenaufbau
In den Spalten finden sich folgende Informationen des Bodendenkmales :
- Lage        : geographische Koordinaten
- Bezeichnung : Bezeichnung lt. Denkmalatlas
- Beschreibung: Beschreibung lt. Denkmalatlas
- ID          : Objekt-ID
- Bild        : Bild, ggf. zusätzlich mit Link zu weiteren Fotos im Medienarchiv Wikimedia Commons.

## Ehra-Lessien
| Lage                         | Bezeichnung                             | Beschreibung | ID       | Bild           |
| ---------------------------- | --------------------------------------- | --- | -------- | -------------- |
| 52° 35′ 17″ N, 10° 42′ 51″ O | Ehra-Lessien 1, Scheibenkreuz           | Scheibenkreuz; H. 0,73 m; Br. 0,60 m; T. 0,42 m. Das sehr verwitterte, im oberen Rundteil beschädigte Scheibenkreuz aus auffallend weichem Kalkstein gefertigt, ist von der Schmalseite her von oben bis unten gespalten (Spaltbreite: 2 cm). Die Scheiben tragen auf beiden Seiten ein aus der Grundfläche ca. 6 cm erhaben herausgearbeitetes Tatzenkreuz. Erstmals um 1561 erwähnt, stand das Scheibenkreuz auf der damaligen Grenze zwischen den Ämtern Gifhorn und Knesebeck. | 28943415 | BW             |
| 52° 34′ 35″ N, 10° 43′ 21″ O | Ehra-Lessien 2, Grabhügel               | Rund. Dm. ca. 5 m; H. bis 0,6 m. Kleiner Schnitt (ca. NO-SW) im Zentrum. Im N Eintiefung. | 28941855 | BW             |
| 52° 34′ 35″ N, 10° 43′ 23″ O | Ehra-Lessien 3, Grabhügel               | Ehemals rund. Dm. ca. 6,5 m. Erhalten sind nur noch östl. und südöstl. Randbereiche mit bis 0,3 m H. Im Zentrum große Eintiefung. | 28941858 | BW             |
| 52° 34′ 35″ N, 10° 43′ 23″ O | Ehra-Lessien 4, Grabhügel               | Rund. Dm. 4,5 m; H. 0,6 m. Im W Eintiefung. | 28941857 | BW             |
| 52° 34′ 35″ N, 10° 43′ 23″ O | Ehra-Lessien 5, Grabhügel               | Annähernd rund. Dm. ca. 4,5 m; H. ca. 0,4 m. Im N und O Eintiefungen. | 28941856 | BW             |
| 52° 34′ 35″ N, 10° 43′ 23″ O | Ehra-Lessien 6, Grabhügel               | Annähernd rund. Dm. ca. 5 m; H. bis 0,5 m. Im W und O Eintiefungen. | 28941859 | BW             |
| 52° 34′ 34″ N, 10° 43′ 23″ O | Ehra-Lessien 7, Grabhügel               | Annähernd rund. Dm. ca. 3,5 m; H. ca. 0,4 m. Im NO Eintiefung. | 28941860 | BW             |
| 52° 34′ 34″ N, 10° 43′ 23″ O | Ehra-Lessien 8, Grabhügel               | Rund. Dm. 3,5 m; H. 0,4 m. Im südwestl. Bereich kleine Schürfrinne, Eintiefung im NO. | 28941861 | BW             |
| 52° 34′ 35″ N, 10° 43′ 23″ O | Ehra-Lessien 9, Grabhügel               | Annähernd rund. Dm. ca. 3 m; H. bis 0,4 m. | 28941862 | BW             |
| 52° 34′ 35″ N, 10° 43′ 22″ O | Ehra-Lessien 10, Grabhügel              | Annähernd rund. Dm. ca. 3 m; H. bis 0,3 m. Im nordöstl. Bereich teilweise abgetragen. | 28941863 | BW             |
| 52° 34′ 35″ N, 10° 43′ 22″ O | Ehra-Lessien 11, Grabhügel              | Ehemals rund. Dm. ca. 3 m; H. bis 0,2 m. N-Seite zu einer Eintiefung abgebrochen. | 28941864 | BW             |
| 52° 34′ 35″ N, 10° 43′ 23″ O | Ehra-Lessien 12, Grabhügel              | Rund. Dm. ca. 4,5 m; H. ca. 0,4 m. Im N und O Eintiefungen. | 28941865 | BW             |
| 52° 34′ 35″ N, 10° 43′ 22″ O | Ehra-Lessien 13, Grabhügel              | Rund. Dm. ca. 4,5 m; H. 0,6 m. Im O und W Eintiefungen. | 28941866 | BW             |
| 52° 34′ 36″ N, 10° 43′ 23″ O | Ehra-Lessien 14, Grabhügel              | Rund. Dm. 3,5 m; H. 0,4 m. | 28941959 | BW             |
| 52° 34′ 36″ N, 10° 43′ 22″ O | Ehra-Lessien 15, Grabhügel              | Annähernd rund. Dm. ca. 3 m; H. bis 0,3 m. Im N Eintiefung. | 28941960 | BW             |
| 52° 34′ 36″ N, 10° 43′ 22″ O | Ehra-Lessien 16, Grabhügel              | Annähernd rund. Dm. ca. 5 m; H. 0,5 m. Im NO Eintiefung. | 28941961 | BW             |
| 52° 34′ 36″ N, 10° 43′ 22″ O | Ehra-Lessien 17, Grabhügel              | Annähernd rund. Dm. ca. 2,5 m; H. bis 0,3 m. Im SO Eintiefung. | 28941962 | BW             |
| 52° 34′ 35″ N, 10° 43′ 22″ O | Ehra-Lessien 18, Grabhügel              | Rund. Dm. ca. 4,5 m; H. 0,5 m. Im NW und NO Eintiefungen. | 28941963 | BW             |
| 52° 34′ 36″ N, 10° 43′ 21″ O | Ehra-Lessien 19, Grabhügel              | Annähernd rund. Dm. 4,5 m; H. bis 0,5 m. Im NO und SO Eintiefungen. | 28941964 | BW             |
| 52° 34′ 35″ N, 10° 43′ 22″ O | Ehra-Lessien 20, Grabhügel              | Rund. Dm. ca. 6 m; H. 0,5 m. Kuppenmulde. Im NO Eintiefung. | 28941965 | BW             |
| 52° 34′ 35″ N, 10° 43′ 21″ O | Ehra-Lessien 21, Grabhügel              | Rund. Dm. 4,5 m; H. ca. 0,6 m. Eintiefung am westl., flache Eintiefung am östl. Hügelfuß. | 28941966 | BW             |
| 52° 34′ 35″ N, 10° 43′ 22″ O | Ehra-Lessien 22, Grabhügel              | Oval, ca. O-W-orientiert. Dm. 6 × 8,5 m. H. ca. 0,6 m. Flache Kuppenmulde. Im N Eintiefung. | 28941967 | BW             |
| 52° 34′ 35″ N, 10° 43′ 22″ O | Ehra-Lessien 23, Grabhügel              | Annähernd rund. Dm. ca. 4 m; H. 0,3 m. Einige kleinere Granitsteine. | 28941968 | BW             |
| 52° 34′ 34″ N, 10° 43′ 21″ O | Ehra-Lessien 24, Grabhügel              | Ehemals annähernd rund. Dm. ca. 3 m; H. bis 0,2 m. Jetzt im NW-Bereich abgeschürft. | 28941969 | BW             |
| 52° 34′ 34″ N, 10° 43′ 22″ O | Ehra-Lessien 25, Grabhügel              | Rund. Dm. 5 m; H. ca. 0,5 m. Kuppenmulde. Im W Eintiefung. | 28941970 | BW             |
| 52° 34′ 34″ N, 10° 43′ 21″ O | Ehra-Lessien 26, Grabhügel              | Rund. Dm. 5,5 m; H. 0,4 m. Im N Eintiefungen. | 28941971 | BW             |
| 52° 34′ 35″ N, 10° 43′ 21″ O | Ehra-Lessien 27, Grabhügel              | Annähernd rund. Dm. ca. 4,5 m; H. bis 0,5 m. Im NW und N Eintiefungen. | 28941972 | BW             |
| 52° 34′ 35″ N, 10° 43′ 21″ O | Ehra-Lessien 28, Grabhügel              | Annähernd rund. Dm. ca. 5,5 m; H. 0,7 m. Im W und NO Eintiefungen. | 28941973 | BW             |
| 52° 34′ 35″ N, 10° 43′ 20″ O | Ehra-Lessien 29, Grabhügel              | Annähernd rund. Dm. ca. 6 m; H. bis 0,8 m. SO-NW-orientierter Einschnitt von ca. 1 m Br. | 28941974 | BW             |
| 52° 34′ 35″ N, 10° 43′ 20″ O | Ehra-Lessien 30, Grabhügel              | Annähernd rund. Dm. ca. 2 m; H. 0,2 m. | 28941975 | BW             |
| 52° 34′ 35″ N, 10° 43′ 20″ O | Ehra-Lessien 31, Grabhügel              | Annähernd rund. Dm. ca. 2,5 m; H. ca. 0,2 m. | 28941976 | BW             |
| 52° 34′ 35″ N, 10° 43′ 20″ O | Ehra-Lessien 32, Grabhügel              | Annähernd rund. Dm. ca. 4,5 m; H. ca. 0,5 m. Im SO und NO flache Eintiefungen. | 28941977 | BW             |
| 52° 34′ 35″ N, 10° 43′ 20″ O | Ehra-Lessien 33, Grabhügel              | Rund. Dm. ca. 6 m; H. ca. 0,6 m. Im W und O Eintiefungen. | 28941978 | BW             |
| 52° 34′ 25″ N, 10° 43′ 56″ O | Ehra-Lessien 34, Grabhügel              | Rund, Durchmesser ca. 9 Meter und Höhe bis 0,4 Meter, abgeflachte Kuppe, grabenartige Vertiefung. Im Nordwesten an Forstweg grenzend. | 28943537 | BW             |
| 52° 35′ 12″ N, 10° 49′ 18″ O | Ehra-Lessien 35, Grabhügel              | | 28941717 | BW             |
| 52° 36′ 4″ N, 10° 48′ 23″ O  | Ehra-Lessien 36, Steinmal (Bickelstein) | Der bekannteste Findling im Raum Gifhorn-Wolfsburg. Er war namensgebend für die großen Heideflächen in der Umgebung des Steins, die allerdings weitgehend nicht mehr weiter erhalten sind. Um das Steinmal ranken sich seit Generationen viele Sagen und Legenden. Zeitweise war es ein wichtiger Grenzstein zwischen den Ämtern Knesebeck und Gifhorn. Gesamtgröße ca. 2,4 × 2,0 m, H. ca. 1,5 m.                                                                                 | 28941718 | Weitere Bilder |
| 52° 34′ 35″ N, 10° 43′ 20″ O | Ehra-Lessien 37, Grabhügel              | Annähernd rund. Dm. ca. 3 m; H. bis 0,2 m. Bis kopfgroße Granitsteine. | 28941979 | BW             |
| 52° 34′ 35″ N, 10° 43′ 19″ O | Ehra-Lessien 38, Grabhügel              | | 28941980 | BW             |
| 52° 34′ 34″ N, 10° 43′ 19″ O | Ehra-Lessien 39, Grabhügel              | | 28941981 | BW             |